# Ladinische Haustypen
Die Kultur der Ladiner hat verschiedene ladinische Haustypen entwickelt für Bauern- und andere Häuser. Es lassen sich vier Typen unterscheiden. Die ältesten Bauernhäuser sind im romanischen Stil. Es folgt zumindest für die etwas herrschaftlicher gestalteten Gebäude der gotische Stil. Weit verbreitet ist eine Hausform, die wegen ihrer Gestalt als „Pilzhaus“ bezeichnet wird. Im neunzehnten Jahrhundert entwickelte sich noch einmal ein neuer Haustyp, das „Haus des 19. Jahrhunderts“. 

## Das romanische Haus

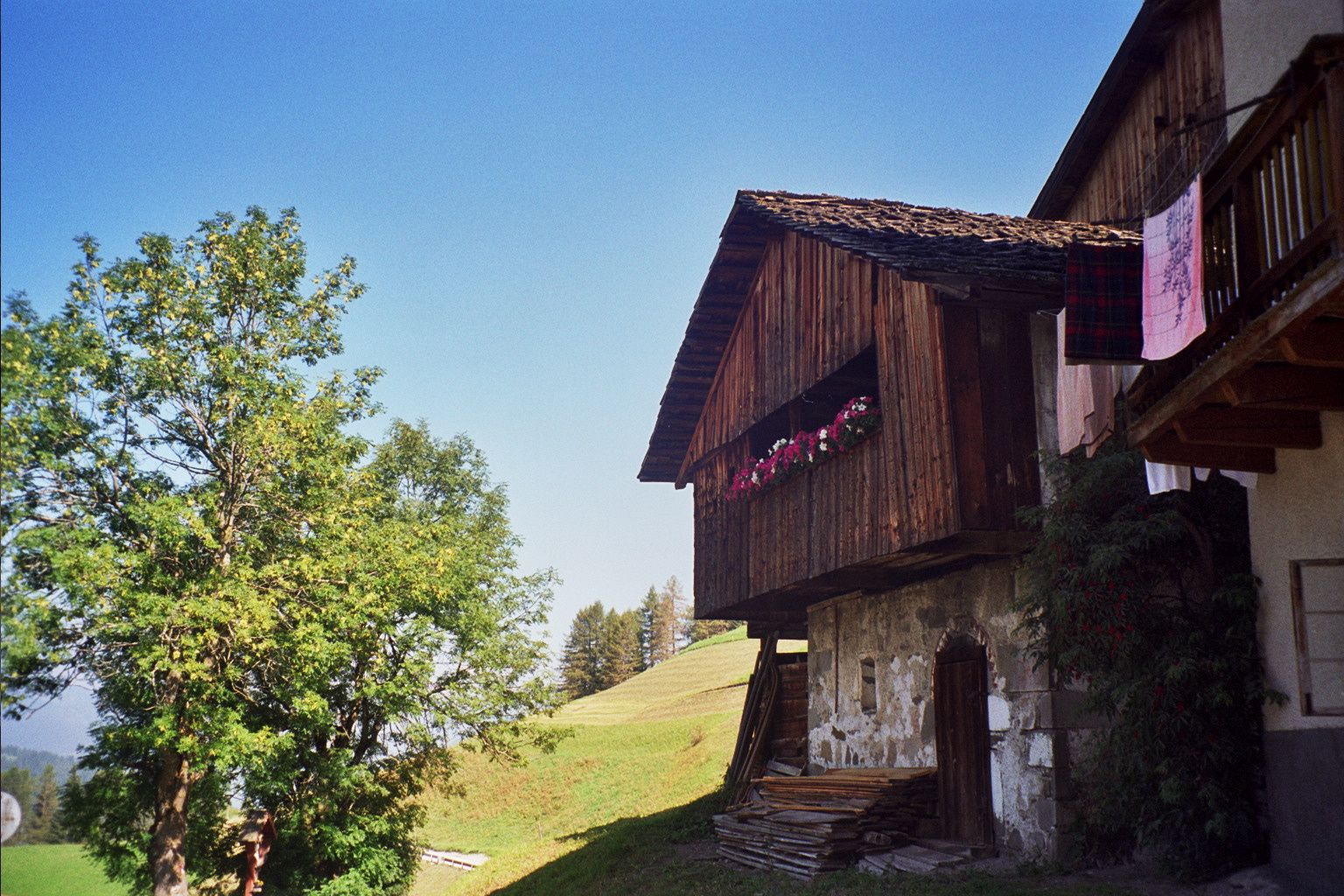
Furnacia (Wengen)

## Das gotische Haus

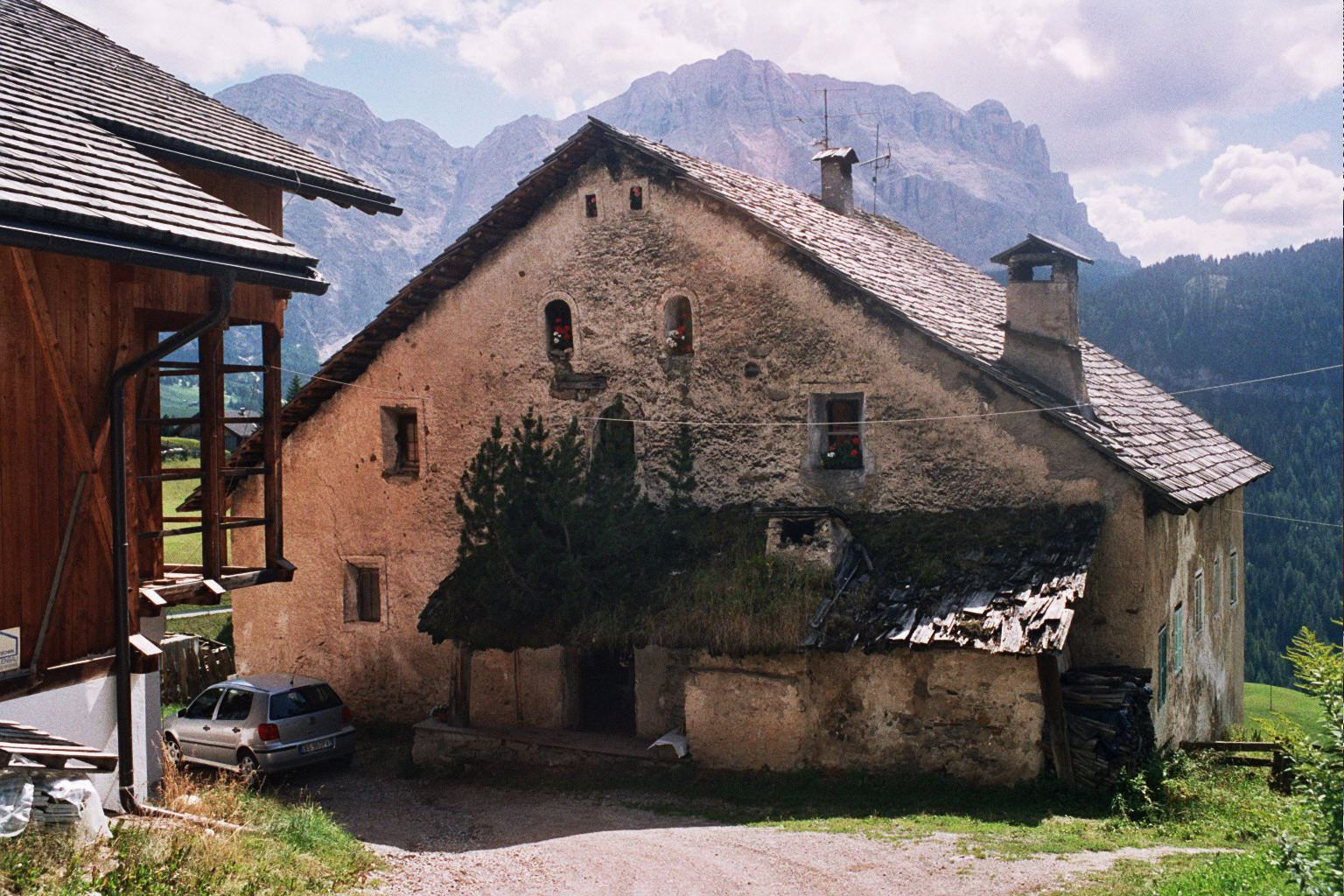
Runch in Wengen, Neuner und Zehner im Hintergrund

## Das Pilzhaus

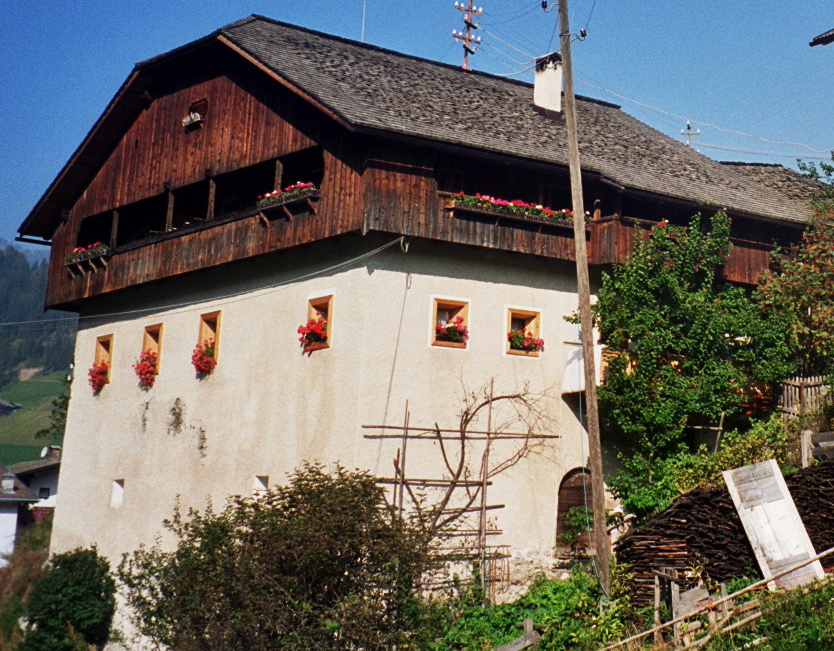
Ciamplo in Wengen
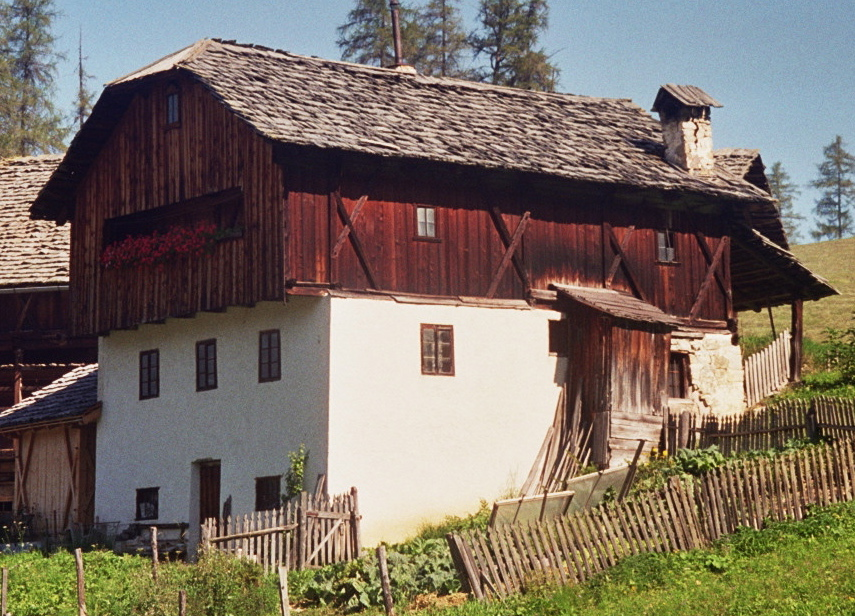
Furnacia

## Das Haus des 19. Jahrhunderts

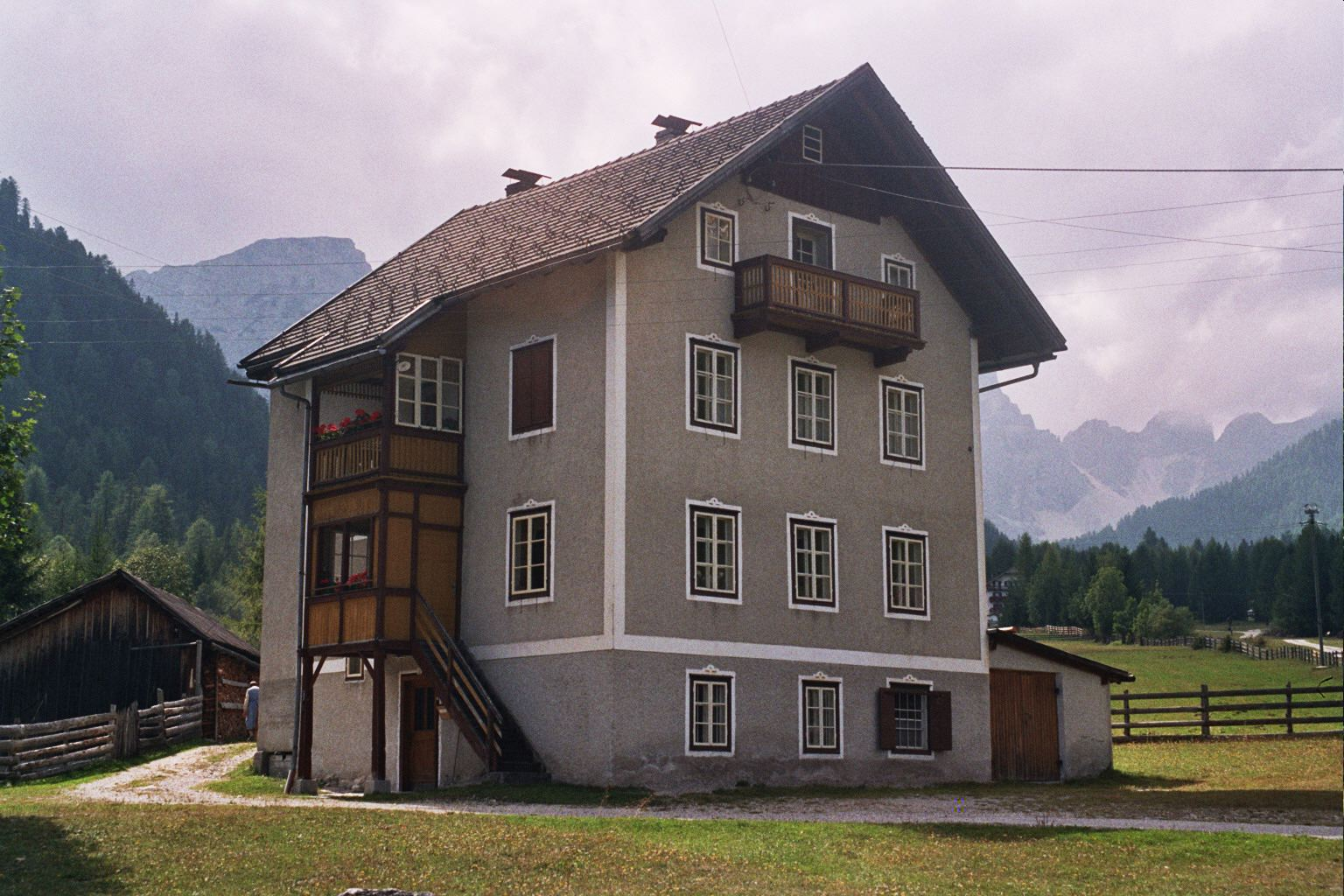
Campill
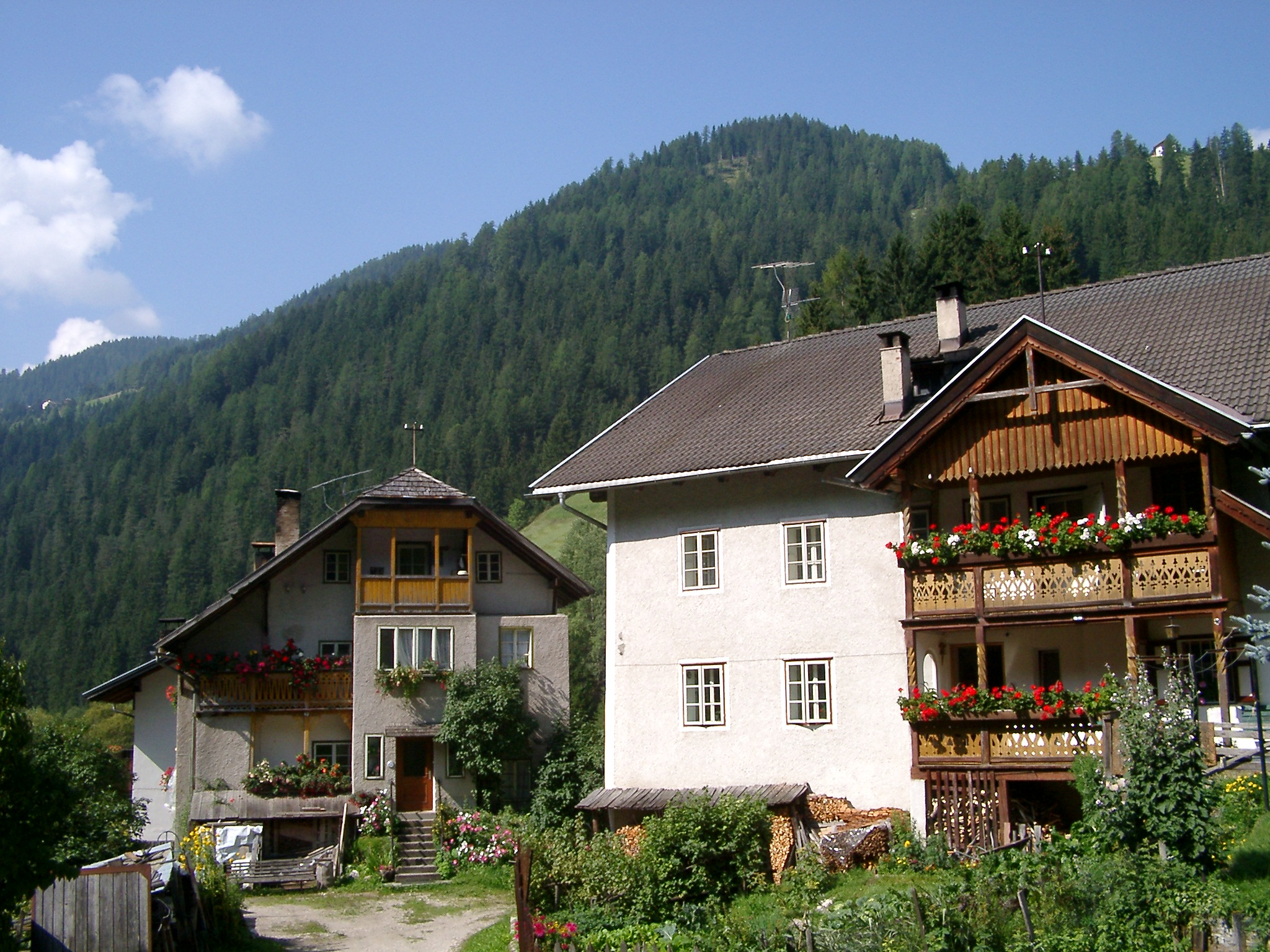
Pederoa

## Heutige Lage

### Verlassene Häuser

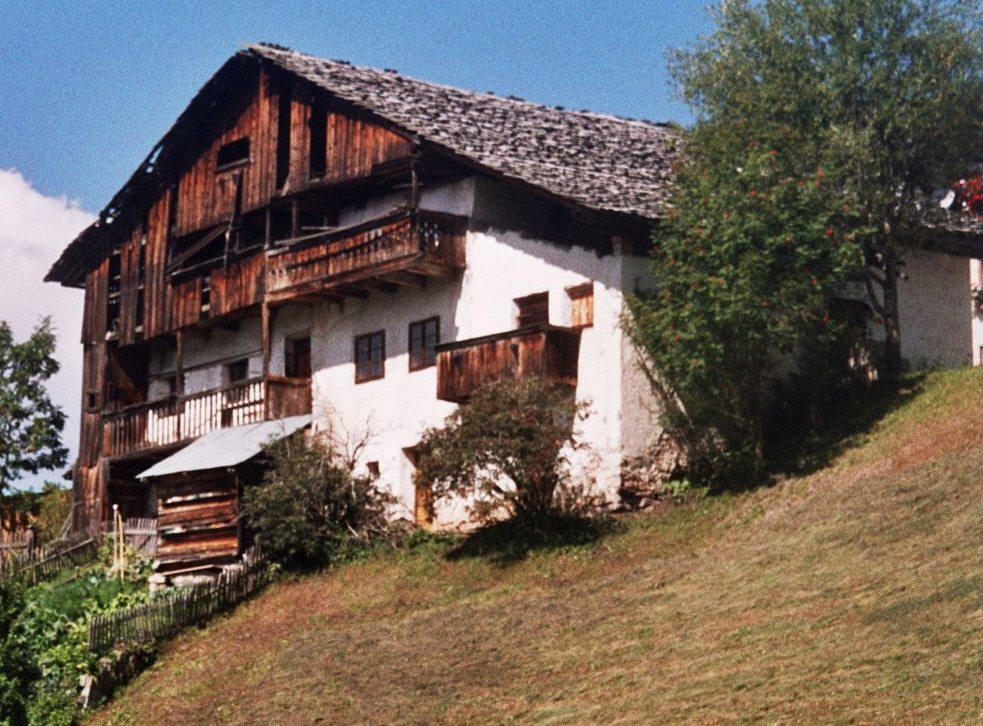
Ciampei (Wengen)
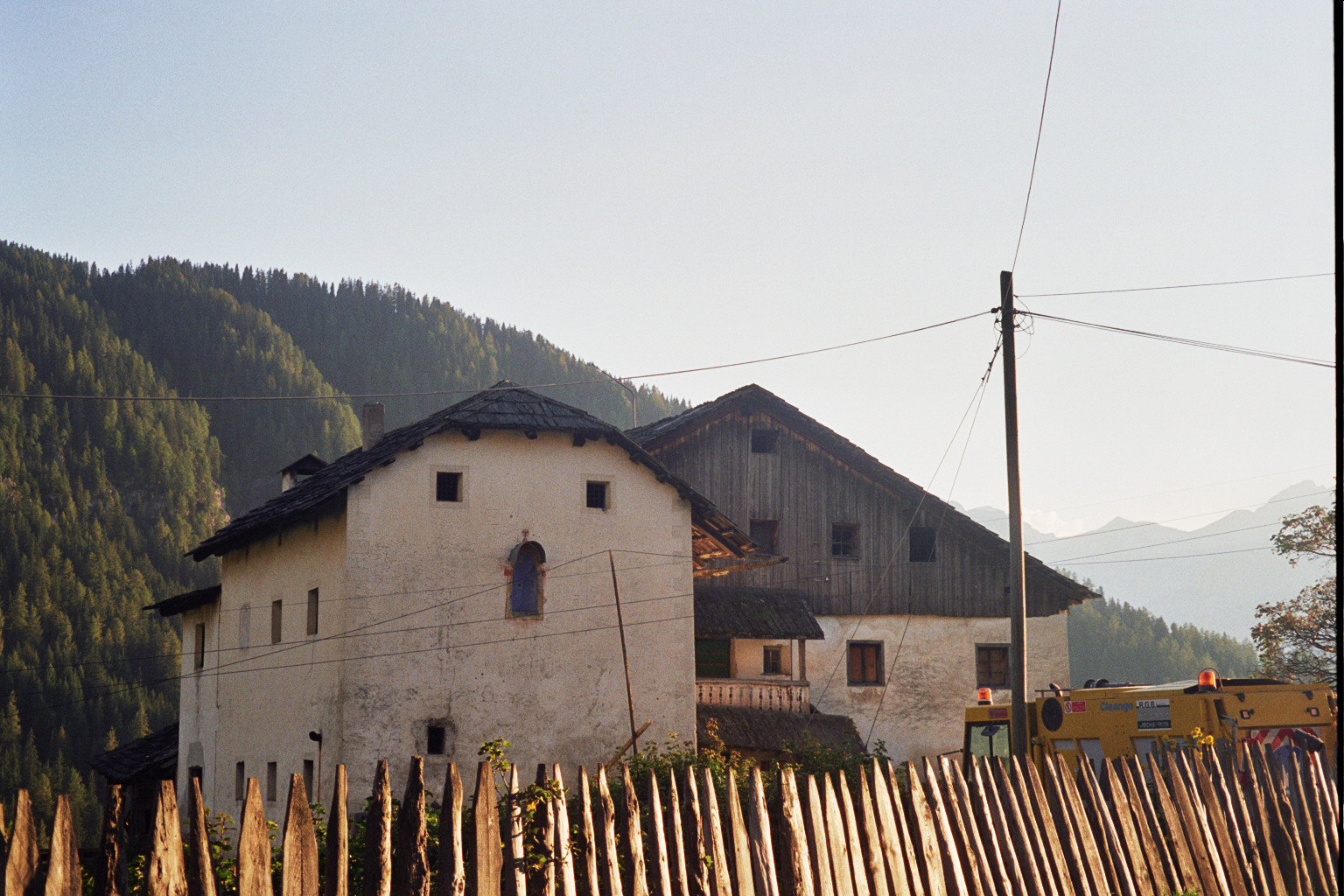
Miribun (Wengen)
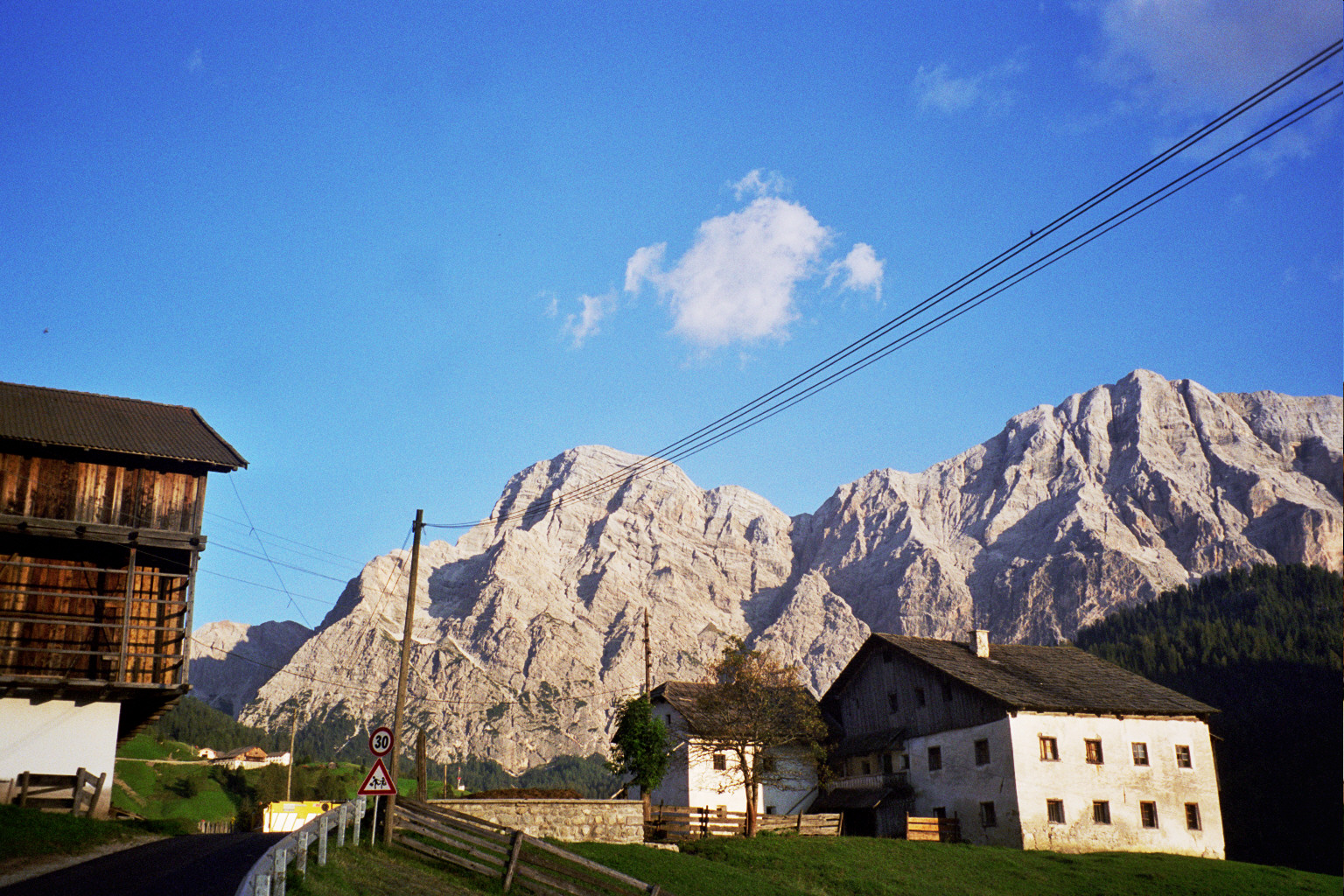
nochmal Miribung, Richtung Ost

Da die alten Häuser nicht mehr heutigen Anforderungen entsprechen, auch wegen des Rückgangs der Bedeutung der Landwirtschaft, und häufig nur schwer und teuer umzubauen sind, laufen sie Gefahr, verlassen und abgerissen zu werden. An ihrer Stelle (oder daneben) werden mehr oder weniger gelungene Neubauten errichtet.

### Neue Häuser

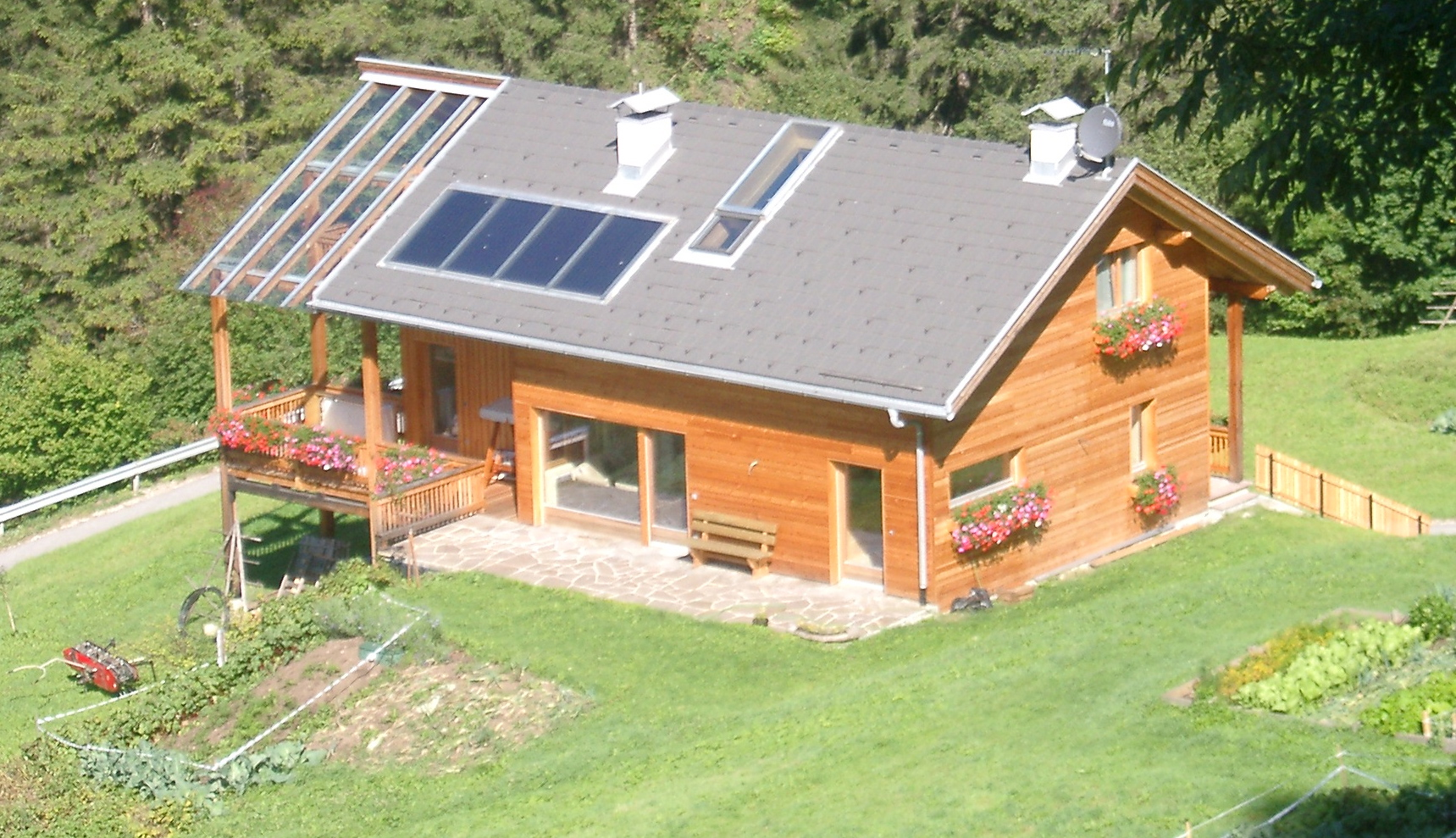
Pastrogn (Wengen)
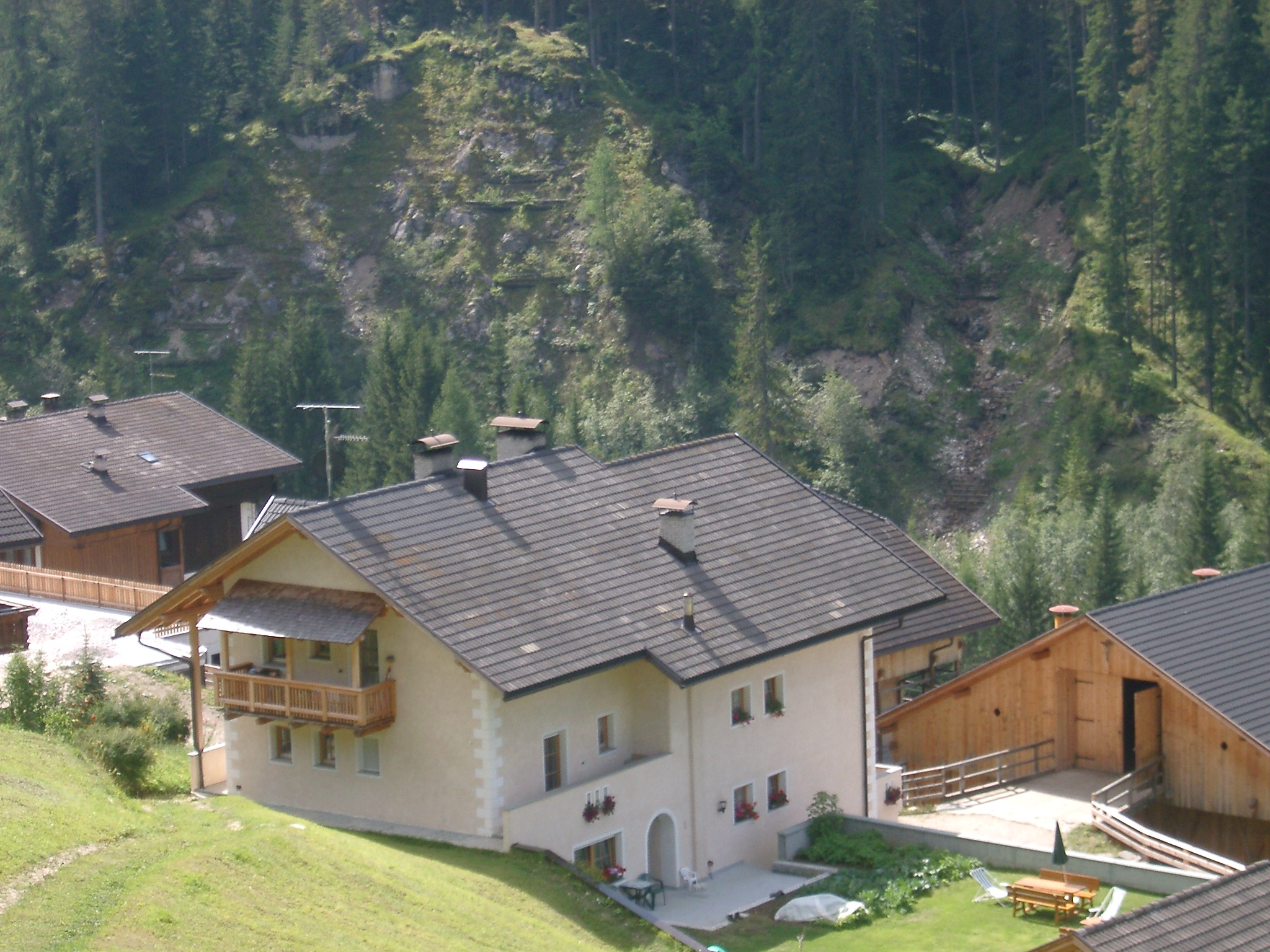
Unterspessa (Wengen)